# Іме Окон
Іме Окон (англ. Ime Okon, нар. 20 лютого 2004) — південноафриканський футболіст, захисник клубу «Суперспорт Юнайтед».

## Клубна кар'єра
Окон народився в 2004 році у місті Флорида в Південній Африці. Він відвідував середню школу Флорида-Парк у Південній Африці. Окон розпочав свою футбольну кар'єру у південноафриканській команді «Суперспорт Юнайтед».

## Особисте життя
Він народився в сім'ї нігерійця та південноафриканки. Його брат — південноафриканський спринтер Удеме Окон.